# Šuměnky

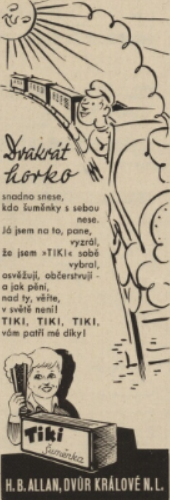
Šuměnky Tiki ve tvaru kostek (1942)

Šuměnky či hovorově šumák je práškový (instantní) šumivý nápoj.

## Popis
Základem šumáku je směs kyseliny citronové a hydrogenuhličitanu sodného, známého spíše jako jedlá soda. Tato směs při rozpuštění ve vodě chemickou reakcí uvolňuje oxid uhličitý, díky kterému je nápoj perlivý. K tomu byl přidán cukr a trocha potravinářského barviva. To vše zabaleno v sáčku z voskového papíru – pokud hygroskopická směs zvlhla, pak již nešuměla a výslednou hmotu bylo obtížné také rozpustit. V současnosti jsou používány trvanlivější sáčky z plastické hmoty.

## Historie

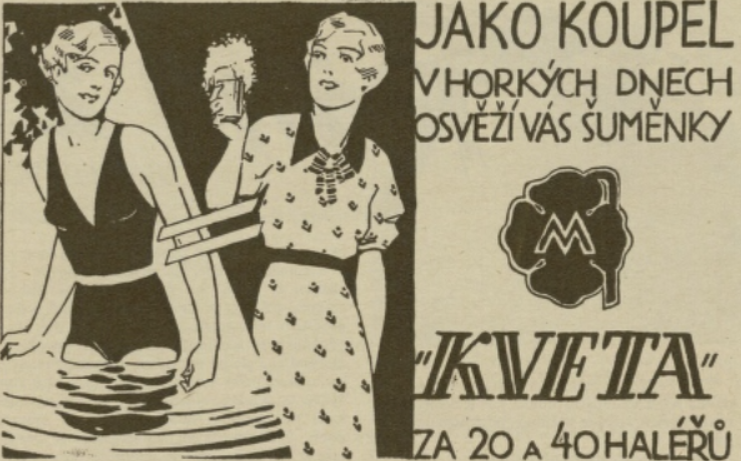
Reklama na šuměnky (1936)

Šuměnky vznikly v 19. století, v Čechách byly též známy pod německým názvem Brausepulver. V období První republiky a Protektorátu vyrábělo šuměnky více firem, které je intenzivně propagovaly v tisku. Velmi známé byly Ex-šuměnky z pražské továrny Františka Lhotského, o nichž kolovala říkanka: „Ženy, víno, tanec břišní, všechno se mi zprotivilo. Kdybych tak měl Ex-šuměnky, to by se mi ulevilo!“
Dříve[kdy?] sáček obsahoval asi dvě čajové lžičky prášku, jehož rozpuštěním v chladné vodě vzniklo cca půl litru mírně nakyslého perlivého nápoje. K dostání byly dříve jen šuměnky žluté a červené (citron a pomeranč), které se lišily jen přidaným barvivem a potiskem na obalu sáčku. Existoval i šumák v lisované podobě – dvě kostičky ve společném obalu s názvem Tiki. Složení bylo stejné.

## Současnost
Herbex Šuměnka 10g je stále v prodeji (stav 2023). Příchuti citron, mandarinka, pomeranč a malina.
Obdoba se nazývá Pima, název šuměnka neužívá, má chuť mírně vylepšenou a existuje i ve verzi pro diabetiky. Výrobek společnosti Dr. Oetker.